# Johner (Rapper)
Johner (* 2. März 1986 in Thalwil; bürgerlich Manuel Johner) ist ein Schweizer Mundart-Rapper aus Zürich. Er steht beim Schweizer Musiklabel GREAT unter Vertrag.

## Leben
Bereits in seiner Kindheit schrieb er eigene Gedichte und fand Gefallen an Wortspielen. Im Alter von 13 Jahren besuchte er ein Internat, wo er erstmals mit der Hip-Hop-Kultur in Kontakt kam. Von diesem Zeitpunkt an beteiligte er sich an sogenannten Freestyle Sessions und er begann erste Texte für eigene Songs zu schreiben. Als sein Vater im Jahr 2002 verstarb, begann er dessen Erkennungsmarke der Schweizer Armee (auch «Grabstein» genannt) zu tragen, welcher später zu seinem Markenzeichen wurde.
Seine ersten Live-Erfahrungen sammelte Johner 2004. Im darauffolgenden Jahr erschien, mit dem auf 300 Stück limitierten Album Obacht von daeWue, die erste Veröffentlichung, auf der Johner als Rapper zu hören ist. Zwei Jahre später veröffentlichte der Zürcher Wortakrobat seinen ersten eigenen Tonträger über Bakara Music und machte mit seiner EP schwarz wiiss erstmals auf sich aufmerksam. Sein Musikvideo zum Lied Hoffnig war so beliebt, dass es mehrmals täglich auf SF zwei und im Tagesprogramm von VIVA (Schweiz) ausgestrahlt wurde und dem Rapper verhalf, sich innert Kürze einen Namen in der Schweizer Rap-Szene zu machen. Johner ist mit über 150.000 Aufrufen der meistgehörte MX3-Musiker in der Sparte Hip-Hop.
Weniger als zwei Jahre später erschien das Album Gummischrot, welches Johner zusammen mit dem Rapper und langjährigen Kollegen daeWue unter dem Namen Johner & daeWue über CMD Records und K-tel veröffentlichte. Als Bonus entwickelten sie zusammen mit Gabriel Schwarz und als erste Band weltweit ihr eigenes Computerspiel Geschi's Revenge. Im 3D-Shooter muss man den Bösewicht "Geschi" (ein verrücktgewordener Zahn, welcher u. a. das Logo der Rap-Combo ist) zur Strecke bringen. Beim Versuch die Welt zu retten begleiten Johner & daeWue's Stimmen die Spieler durch die einzelnen Levels. Nebst diesem Album inklusive PC-Spiel drehten sie fünf Musikvideos, spielten auf ihrer Tour durch die Schweiz über 20 Konzerte und veröffentlichten als Dankeschön für ihre Fans den Videoclip Gummischrot Reloaded, den man gratis herunterladen kann.
2012 veröffentlichte Johner die exklusive Mini-CD "Fritig de 13t", welche schweizweit durch verschiedene Partner und einem 80-köpfigen Streetteam verteilt wurde, um auf das kommende Album aufmerksam zu machen. Ebenfalls liefen die neuen Musikvideos auf schweizerischen Fernsehsendern und in der Rotation auf MTV. Die Single Die Einzig wurde am 3. Februar 2012 veröffentlicht. Johners erstes Soloalbum Spektralfarbe erschien im selben Jahr und schaffte mit Platz 77 den Einstieg in die Schweizer Hitparade. Auch wurde Johner 2012 für folgende vier Swiss Hip Hop Music Awards nominiert: Bester Rap Solokünstler, Bester Newcomer, Bestes Rap Album, Bestes Video. Neben den Schweizer Rapper-Kollegen daeWue, CMD und Sell'n'Gaddi sind auf Spektralfarbe die namhaften Künstler M-Dot (USA), Pat Cash (GER) und Mundpropaganda (AT) aus dem Ausland vertreten. Das Album wurde zusammen mit CMD Records veröffentlicht und durch K-tel vertrieben.
In seiner bisherigen Karriere spielte Johner unter anderem als Vorgruppe von Dilated Peoples, Zion I, Reef the Lost Cauze und Krumb Snatcha. Johner ist nicht nur durch seine raptechnisch überdurchschnittliche Leistung bekannt und zum Vorbild vieler geworden, sondern auch weil er es immer wieder schafft, die Zuhörer mit tiefgründigen Texten in seinen Bann zu ziehen und zum Nachdenken anregt.

## Diskografie

### Alben
- 2009: Gummischrot (Johner & daeWue)
- 2012: Spektralfarbe

### EPs
- 2007: schwarz wiiss

### Singles
- 2010: Gummischrot Reloadet (Johner & daeWue)
- 2012: Fritig de 13t (exklusive Mini-CD)
- 2012: Die Einzig

### Musikvideos
- 2007: Hoffnig
- 2008: Eifach Rap
- 2009: Johner & daeWue
- 2009: Hüt
- 2009: Nur ein Schritt
- 2009: D'Welt ghört eus
- 2010: Gummischrot Reloadet
- 2012: Es isch glich
- 2012: S'Blatt hät sich gwendet
- 2013: Hip Hop

### Gastbeiträge
- 2005: daeWue – Obacht
- 2006: Nef – T.A.Z 2
- 2007: daeWue – Obacht Special Edition
- 2008: Nef – Bob Lee Swagger
- 2008: Tasmatic – Retter vor Mundart
- 2008: ill sil – The Player
- 2009: DJ Little Maze - DJ Salat Vol. 5
- 2009: Sipla – 4 Jahresziite
- 2010: Hmk – Eh Dick
- 2013: CMD  – 10
- 2022: Panadox – Massefeature